# 로빈슨 가족 (1960년 영화)
로빈슨 가족(Swiss Family Robinson)은 미국에서 제작된 켄 아나킨 감독의 1960년 영화이다. 존 밀스 등이 주연으로 출연하였고 빌 앤더슨 등이 제작에 참여하였다.

## 출연

### 주연
- 존 밀스
- 도로시 맥과이어

### 조연
- 제임스 매카서
- 자넷 먼로
- 하야카와 세슈
- 토미 커크
- 케빈 코코런
- 세실 파커
- 앤디 호
- 밀턴 레이드
- 래리 테일러

## 제작진
- 원작자: 조한 데이빗 위스
- 의상: 줄리 해리스
- Ass-PD: 배질 키스

## 같이 보기
- 생존 영화